# Gisbert von Teuffel
Gisbert von Teuffel, eigentlich Gisbert Teuffel Freiherr von Birkensee, (* 5. August 1881 in Karlsruhe; † 4. März 1970 ebenda) war ein deutscher Architekt und Hochschullehrer, der von 1919 bis 1945 als Professor an der Technischen Hochschule Karlsruhe lehrte.

## Leben
Von Teuffel studierte Architektur an der Technischen Hochschule Karlsruhe und an der Technischen Hochschule Stuttgart, bei Carl Schäfer, Theodor Fischer und Friedrich Ostendorf. Er strebte zunächst eine Karriere als Baubeamter an und arbeitete während des Referendariats 1906/1907 im Büro seines vormaligen Lehrers Theodor Fischer. Ab 1909 war er im Rang eines Bauinspektors bei der staatlichen Bauinspektion Konstanz und bei der Generaldirektion der Badischen Staatsbahnen tätig, anschließend im Büro von Friedrich Ostendorf. 1914 wurde er Assistent bei Walther Sackur an der Technischen Hochschule Karlsruhe, wo er 1916/1917 vertretungsweise Vorlesungen im Fach Baukonstruktion hielt. 1919 wurde er von der Hochschule zum Professor für Bau- und Formenlehre berufen. Aus diesem Amt schied er 1945 aus (Gisbert von Teuffel war seit 1933 Mitglied der NSDAP gewesen), war jedoch 1948/1949 im Rahmen eines Lehrauftrags für die Themen Bauformenlehre und Entwerfen erneut an der Hochschule tätig.

## Bauten und Entwürfe
- 1909 und 1910: Wettbewerbsentwürfe im zweistufigen Wettbewerb für ein Rathaus in Herne (in der zweiten Stufe prämiert mit dem 1. Preis, nicht ausgeführt)[1]
- 1912: Wohnhaus Höninger in Karlsruhe, Richard-Wagner-Straße 5

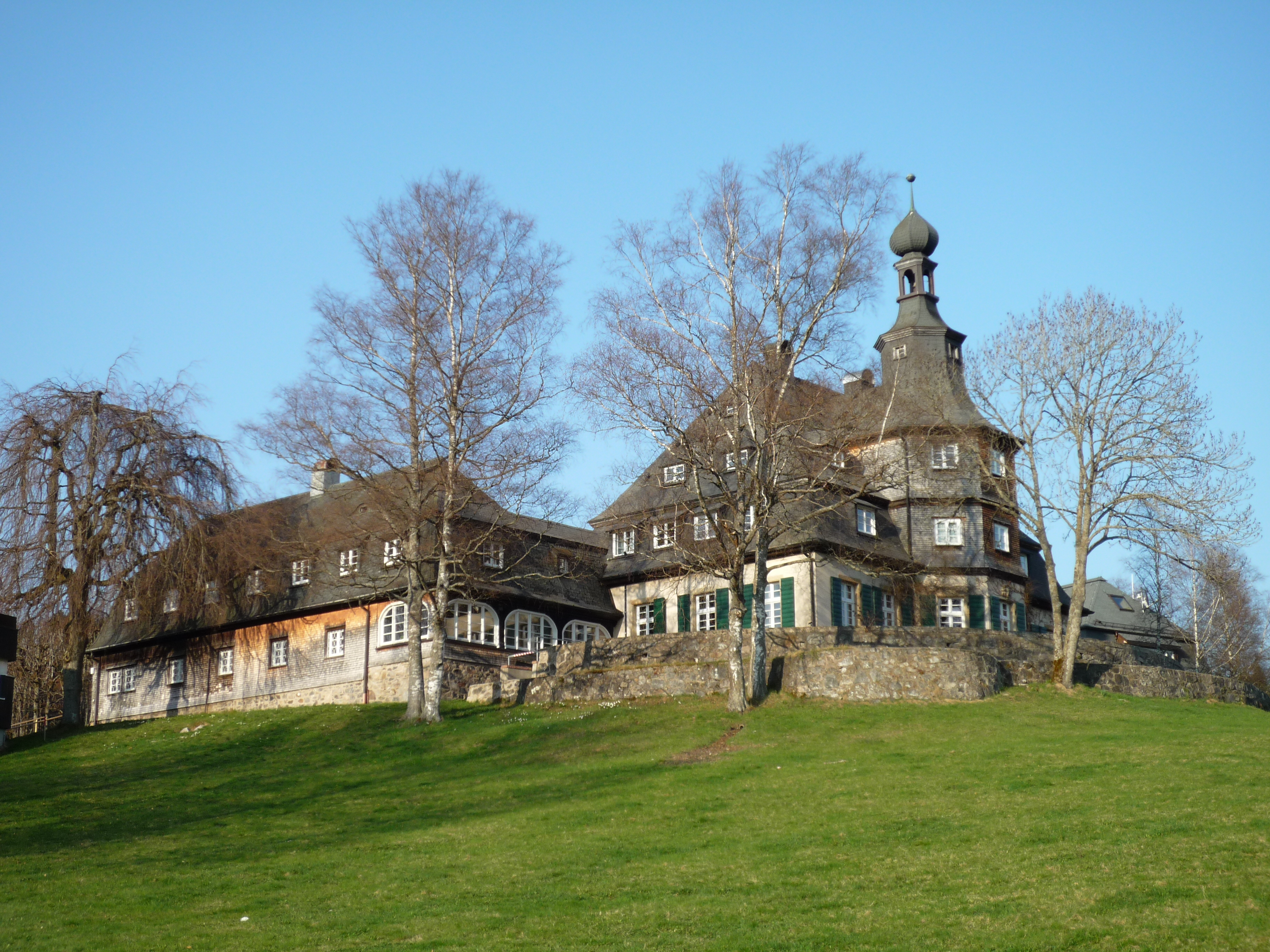
Birklehof bei Hinterzarten

- 1922: Haupthaus auf dem Birklehof bei Hinterzarten (später als Internat genutzt)
- 1922/1923: Wettbewerbsentwurf für ein Krankenhaus in Staufen (Baden) (Ankauf, nicht ausgeführt)[2]
- 1923: Wohnhaus van Oordt in Karlsruhe, Südliche Hildapromenade 8
- 1927: Krankenhaus in Waldshut
- 1928: eigenes Wohnhaus in Karlsruhe-Rüppurr
- 1928: „Wieland-Heim“ der Orthopädischen Klinik in Heidelberg, Schlierbacher Landstraße 200a (zusammen mit Karl Caesar)[3]
- 1931–1933: Diakonissenkrankenhaus und Mutterhaus in Karlsruhe-Rüppurr, Diakonissenstraße 28[4]
- 1934: Evangelisches Gemeindehaus in Karlsruhe-Rüppurr
- 1934: Wohnhaus Pfrommer in Karlsruhe-Rüppurr, Graf-Eberstein-Straße 19
- 1949–1951: Wiederaufbau der Karl-Friedrich-Gedächtniskirche in Karlsruhe-Mühlburg
- 1951: Wiederaufbau des evangelischen Kindergartens in Karlsruhe-Rüppurr
- 1953–1954: Kindergarten in Knielingen (zusammen mit Erich Rossmann)
- 1955–1957: Krankenhaus Wertheim (nach siegreichem Wettbewerbsentwurf von 1948)